# Копылок
Копылок — деревня в России, в Пустошкинском районе Псковской области. Входит в состав Пригородной волости.

## География
Деревня расположена на реке Великой, на побережье  Копылковского водохранилища (Верято) и Заволоцкого озера, в 12 км к северо-востоку от города Пустошка.

## Население
| 2002 | 2010 |
| ---- | ---- |
| 185  | ↘110 |

Численность населения деревни по оценке на начало 2001 года составляла 219 жителей.